# Курсель-ле-Семюр
Курсе́ль-ле-Семю́р (фр. Courcelles-lès-Semur) — коммуна во Франции, находится в регионе Бургундия. Департамент коммуны — Кот-д’Ор. Входит в состав кантона Семюр-ан-Осуа. Округ коммуны — Монбар.
Код INSEE коммуны — 21205.

## Население
Население коммуны на 2010 год составляло 238 человек.
| 1962 | 1968 | 1975 | 1982 | 1990 | 1999 | 2010 |
| ---- | ---- | ---- | ---- | ---- | ---- | ---- |
| 174  | 167  | 161  | 171  | 193  | 187  | 238  |

## Экономика
В 2010 году среди 162 человек трудоспособного возраста (15—64 лет) 127 были экономически активными, 35 — неактивными (показатель активности — 78,4 %, в 1999 году было 74,0 %). Из 127 активных жителей работали 121 человек (67 мужчин и 54 женщины), безработных было 6 (3 мужчин и 3 женщины). Среди 35 неактивных 20 человек были учениками или студентами, 7 — пенсионерами, 8 были неактивными по другим причинам.